# Єнакієв Федір Єгорович
Федір Єгорович Єнакієв (нар. 11 січня 1852, Російська імперія — пом. 29 січня 1915, Московська губернія, Російська імперія) — відомий промисловець, один із засновників Єнакієвського металургійного заводу.

## Життєпис
Федір Єгорович Єнакієв народився 11 січня 1852 року в сім'ї спадкових дворян. Навчався у Інституті інженерів шляхів сполучення, після чого з 1876 року працював цивільним інженером на Миколаївській залізниці. З 1886 Єнакієв — член правління Товариства Балтійської залізниці, згодом — директор Товариства. Розробив статут Російсько-бельгійського металургійного товариства, який був затверджений Комітетом міністрів Російської імперії у 1885 році. Того ж року розпочалося будівництво Петрівського металургійного заводу (сьогодні — Єнакієвський металургійний завод). В 1898 році Бахмутські повітські та Катеринославські губернські земські збори ухвалили рішення назвати ім'ям Єнакієва місцевість, де було розміщено Петровський завод, копальні і селища Російсько-бельгійського металургійного товариства.